# Вајтсвил (Западна Вирџинија)
Вајтсвил (енгл. Whitesville) град је у америчкој савезној држави Западна Вирџинија.

## Демографија
По попису из 2010. године број становника је 514, што је 6 (-1,2%) становника мање него 2000. године.
| Група             | 2000.       | 2010.       |
| Белци             | 514 (98,8%) | 504 (98,1%) |
| Афроамериканци    | 1 (0,2%)    | 1 (0,2%)    |
| Азијати           | 1 (0,2%)    | 0 (0,0%)    |
| Хиспаноамериканци | 2 (0,4%)    | 0 (0,0%)    |
| Укупно            | 520         | 514         |